# Reita Faria
Reita Faria Powell (Bombay, 23 agosto 1943) è una modella indiana, vincitrice del concorso di bellezza Miss Mondo 1966.

## Biografia
Ex Miss Bombay, Reita Faria è stata incoronata sedicesima Miss Mondo, il 17 novembre 1966 presso il Lyceum Theatre di Londra, ricevendo la corona dalla Miss Mondo uscente, la britannica Lesley Langley. È stata la prima Miss Mondo indiana.
Dopo l'anno di regno, Reita Faria abbandonò il mondo dello spettacolo, preferendo invece studiare medicina. Attualmente vive a Dublino, in Irlanda con il marito, l'endocrinologo David Powell che ha sposato nel 1971, con cui ha avuto due figli e cinque nipoti. in diverse occasioni Reita Faria ha fatto parte della giuria di Miss India e di Miss Mondo.